# مرکز فضایی ساتیش داوان
مرکز فضایی ساتیش داوان (به هندی: सतीश धवन अंतरिक्ष केंद्र)، (به انگلیسی: Satish Dhawan Space Centre) (اس‌دی‌اس‌سی SDSC)، یا (سریهاریکوتای بُرد بلند Sriharikota High Altitude Range) (اس‌اچ‌آآر SHAR) یک مرکز پرتاب موشک است که توسط سازمان پژوهش‌های فضایی هند (ایسرو ISRO) اداره می‌شود. این پایگاه در سری‌هاری‌کوتا، در ایالت آندرا پرادش واقع شده است. در سال ۲۰۰۲ نام مرکز سریهاریکوتای بُرد بلند به پاس خدمات برجستهٔ مدیر پیشین (ایسرو ISRO) به ساتیش داوان تغییر داده‌شد.
مدیر کنونی این مرکز (اس‌دی‌اس‌سی SDSC)، «پی. کِی. کریشنان P.K.krishnan» است. او این پست را پیش از بازنشستگی «ام. وای. اس پراساد M.Y.S. Prasad» در تاریخ ۱ ژوئن ۲۰۱۵ پس از بازنشستگی از خدمت از پراساد تحویل گرفت.